# Werner von Eichstedt
Werner Bernhard Franz von Eichstedt (* 1. Januar 1896 in Saerbeck; † 26. August 1944 bei Kischinew gefallen) war ein deutscher Offizier, zuletzt Generalmajor im Zweiten Weltkrieg.

## Leben
Er wurde am 18. August 1942 als Oberst und Kommandeur des Artillerie-Regimentes 436 der 132. Infanterie-Division mit dem Ritterkreuz des Eisernen Kreuzes ausgezeichnet. Vom 13. Oktober bis zum 24. Dezember 1943 vertrat er Eberhard von Schuckmann als Kommandeur der 387. Infanterie-Division.  Anschließend führte er bis zu seinem Tode, welcher auch gleich dem Vernichtungstag der Division war, als Kommandeur die 294. Infanterie-Division. In dieser Position wurde er am 1. März 1944 zum Generalmajor befördert.